# 28 novembre 2012
Le 28 novembre 2012 est le 333e jour de l'année 2012 du calendrier grégorien. Il s'agit d'un mercredi.

## Attentat
- Attentat de Jaramana.

## Cinéma
- Sortie en France des films Chasing Mavericks, Les Cinq Légendes et Silent Hill: Revelation 3D, notamment[1].

## Jeux vidéos
- Sortie de Miasmata

## Décès
- Ab Fafié, joueur puis entraîneur néerlandais de football.
- José Maria Fidélis dos Santos, footballeur international brésilien.
- Cosimo Nocera, footballeur international italien.
- Don Rhymer, scénariste et producteur de films américain.
- Spain Rodriguez, dessinateur américain de comics underground.
- Dragutin Haramija (né le 12 août 1923), personnalité politique croate
- Igor Alexandrovitch Vulokh (né le 3 janvier 1938), artiste russe
- James Day Hodgson (né le 3 décembre 1915), politicien américain
- Knut Ahnlund (né le 24 mai 1923), historien de la littérature scandinave, écrivain et membre de l'Académie suédoise